# Горчин
Горчин (пол. Gorczyn) — село в Польщі, у гміні Ласьк Ласького повіту Лодзинського воєводства.
Населення — 421 особа (2011).
У 1975—1998 роках село належало до Серадзького воєводства.

## Демографія
Демографічна структура станом на 31 березня 2011 року:
|          | Загалом | Допрацездатний вік | Працездатний вік | Постпрацездатний вік |
| -------- | ------- | ------------------ | ---------------- | -------------------- |
| Чоловіки | 208     | 47                 | 140              | 21                   |
| Жінки    | 213     | 36                 | 132              | 45                   |
| Разом    | 421     | 83                 | 272              | 66                   |